# Leandro de Chaves e Melo Ratisbona
Leandro de Chaves e Melo Ratisbona (Crato, 1 de maio de 1824 — Paraíba do Sul, 22 de dezembro de 1900) foi advogado, professor e político brasileiro.

## Biografia
Era filho de Tomás José Leite de Chaves e Melo, natural do Rio Grande do Norte, ex-deputado provincial, e de Antônia Joaquina de Sá Barreto, filha de Joaquim Antônio Bezerra de Menezes, ex-deputado provincial, chefe do Partido Conservador, em cuja fazenda veio à luz.
Começou os estudos primários aos nove anos de idade e, em breve, substituiu o pai, falecido, no cargo de escrivão judiciário. Deixando este ofício, foi estudar na Faculdade de Direito de Olinda, onde, em 1853, recebeu o grau de bacharel em ciências jurídicas, na mesma turma que Antônio Firmo Figueira de Saboia, Américo Militão de Freitas Guimarães, Bento Fernandes de Barros e Francisco Urbano da Silva Ribeiro. Ainda durante a faculdade, em seu segundo ano, foi eleito deputado provincial. Apesar de sua família quase que inteiramente ser conservadora, era filiado ao Partido Liberal. Foi nomeado lente da Língua Nacional no Liceu de Fortaleza, em 1857, na mesma occasião em que Esmerino Gomes Parente o foi para a cadeira de Retórica.
A partir de 1861, passou a residir no Rio de Janeiro, estabelecendo banca de advogado em Paraíba do Sul e posteriormente na capital, obtendo notável sucesso. Dois anos depois, foi eleito deputado geral por sua província de origem para a legislatura de 1864 e reeleito para a de 1868, juntamente com Bernardo Duarte Brandão. Dissolvida a Câmara, em julho desse ano, pelo gabinete de Itaboraí, com a ascensão do Partido Conservador, só voltou ao Parlamento em 1878, quando seu partido subiu ao poder com o gabinete de Sinimbu, em 5 de janeiro do mesmo ano. Seu nome foi indicado para senador duas vezes.
Vítima de derrame cerebral, permaneceu longo tempo doente, até falecer, aos 76 anos.

## Família
Era casado, desde 1848, com sua prima-irmã, Maria Senhorinha Ratisbona, filha de sua tia Maria Senhorinha de Sá Barreto e de Alexandre Correia Arnaut Mascarenhas. O casal teve dois filhos:
1. Alexandre de Chaves Mello Ratisbona, magistrado;
2. Idalina Ratisbona, mãe de Leandro Ratisbona de Medeiros.